# Bitomus rugiventris
Bitomus rugiventris är en stekelart som först beskrevs av Thomson 1895.  Bitomus rugiventris ingår i släktet Bitomus och familjen bracksteklar. Inga underarter finns listade.